# Gradski Stadion Čačak
Le stade municipal Čačak (en serbe cyrillique : Градски стадион Чачак, et en serbe latin : Gradski Stadion Čačak), est un stade de football situé à Čačak, en Serbie.

## Histoire
Le stade est construit en 1957.
Il est rénové en 2007, puis subit une profonde transformation en 2011-2012.